# Elecciones parlamentarias de Somalilandia de 2005
Las elecciones parlamentarias se llevaron a cabo en Somalilandia el 29 de septiembre de 2005. Fueron las primeras elecciones parlamentarias multipartidistas realizadas en el país.

## Sistema electoral
Los 82 miembros de la Cámara de Representantes fueron elegidos por representación proporcional de lista abierta con los seis distritos electorales plurinominales basados en las regiones. El número de escaños para cada región se basó en los utilizados para las elecciones de 1960 y se multiplicó por 2,5.

### Escaños por región
| Escaños por región | Escaños por región |
| Región             | Escaños            |
| ------------------ | ------------------ |
| Awdal              | 13                 |
| Woqooyi Galbeed    | 20                 |
| Saaxil             | 10                 |
| Togdheer           | 15                 |
| Sanaag             | 12                 |
| Sool               | 12                 |
| Fuente: IRI        |                    |

## Campaña
En el momento de las elecciones, la constitución limitaba el número de partidos políticos a tres:
- Partido Paz, Unidad y Desarrollo Kulmiye dirigido por Ahmed Mohamed Mohamoud, expresidente de Somalilandia
- Partido Justicia y Bienestar dirigido por Faysal Ali Warabe
- UDUB dirigido por Dahir Riyale Kahin, ex presidente de Somalilandia

Un total de 246 candidatos se presentaron a las elecciones, incluidas cinco mujeres.

## Conducta
Un equipo de 76 observadores de Canadá, Finlandia, Kenia, Sudáfrica, Reino Unido, Estados Unidos y Zimbabue supervisó las urnas. Describieron que las elecciones se llevaron a cabo en condiciones pacíficas y, en general, fueron libres y justas; sin embargo, la votación no cumplió con varios estándares internacionales.

## Resultados
|  | 39.00 % |

|  | 34.06 % |

|  | 26.93 % |

|  | 99.32 % |

|  | 0.68 % |